# Kargyraa
Kargyraa är en strupsångteknik som underordnas chöömij. Till skillnad från ren chöömij, där stämbandens grundton stryps för att framhäva de harmoniska övertonerna, så utnyttjar man i kargyraa en teknik där man med extremt avslappnad strupe får strupens fickband (falska stämband, engelska: ventricular folds) att vibrera på halva frekvensen av vad stämbanden gör. Alltså uppstår simultant en ton en oktav under den ton som produceras av stämbanden. I och med att den naturliga tonserien består av övertoner, vilka är multiplar av grundfrekvensen (bordunan) så skapar en ton med fickbanden ett tätare intervall av övertoner. (Se exempel nedan.) Genom att forma tunga och munhåla kan man skapa resonanshålor som förstärker vissa av dessa övertoner, i likhet med chöömij. I västerländsk klassificering brukar man skilja mellan bergs-kargyraa och stäpp-kargyraa.
Exempel:
Grundton skapad av stämbanden: 220 hertz
Övertoner: 440; 660; 880; 1100; 1320; 1540; 1760 hertz, osv
Grundton simultant skapad med fickbanden: 110 hertz
Övertoner: 220 (samma som grundtonen); 330; 440; 550; 660; 770; 880; 990; 1100; 1210; 1320; 1430; 1540; 1650; 1760 hertz, osv.